# 下北郡

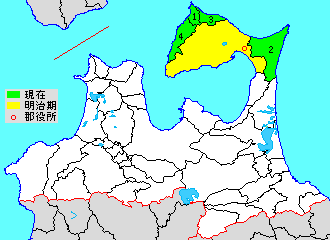
青森県下北郡の範囲（1.大間町 2.東通村 3.風間浦村 4.佐井村）

下北郡（しもきたぐん）は、青森県の郡で、本州最北の郡。
人口12,380人、面積551.92km²、人口密度22.4人/km²。（2025年2月1日、推計人口）
以下の1町3村を含む。
- 大間町（おおままち）
- 東通村（ひがしどおりむら）
- 風間浦村（かざまうらむら）
- 佐井村（さいむら）

## 郡域
1878年（明治11年）に発足した当時の郡域は、上記1町3村にむつ市を加えた区域にあたる。

## 歴史
藩政時代は盛岡藩の南部氏の支配に属し、概ね田名部代官所の支配地であった。この地域一帯は宇曽利郷と呼ばれていた。

### 郡発足までの沿革
- 明治初年時点では、陸奥国北郡のうち後の当郡域の全域が盛岡藩領[1]であった。「旧高旧領取調帳」に記載されている明治初年時点に存在した村は以下の通り。（34村）

田名部村、安渡村、大平村、田屋村、砂子又村、奥内村、中野沢村、大利村、目名村、蒲野沢村、野牛村、岩屋村、尻屋村、猿ヶ森村、尻労村、小田野沢村、白糠村、関根村、正津川村、大畑村、下風呂村、易国間村、蛇浦村、大間村、奥戸村、佐井村、長後村、城ヶ沢村、川内村、檜川村、宿野部村、蠣崎村、小沢村、脇野沢村
- 明治元年
  - 12月7日（1869年1月19日） - 盛岡藩が戊辰戦争後の処分により、領地を没収される。郡内の領地が弘前藩取締地となる。
- 明治2年
  - 2月8日（1869年3月20日） - 旧盛岡藩領が弘前藩の管轄に反対する一揆の発生により黒羽藩取締地に変更となり、北奥県と通称される。
  - 8月7日（1869年9月12日） - 北奥県の名称が正式に九戸県となる。
  - 9月13日（1869年10月17日） - 九戸県が八戸県（第1次）に改称。
  - 9月19日（1869年10月23日） - 八戸県（第1次）が八戸藩との混同を避けるため三戸県に改称。
  - 11月3日（1869年12月5日） - 旧会津藩が斗南藩に転封。当郡の全域を移管。
- 明治3年 - 安渡村・大平村が合併して大湊村となる。（33村）
- 明治4年
  - 7月14日（1871年8月29日） - 廃藩置県により斗南県の管轄となる。
  - 11月2日（1871年12月13日） - 第1次府県統合により青森県の管轄となる。

### 郡発足以降の沿革
- 明治11年（1878年）
  - 10月30日 - 郡区町村編制法の青森県での施行により、北郡のうち田名部村ほか33村（旧・第6大区）の区域に行政区画としての下北郡が発足。郡役所が田名部村に設置。
  - 大湊村が分割して安渡村・大平村となる。（34村）
- 明治12年（1879年） - 安渡村が改称して大湊村となる。

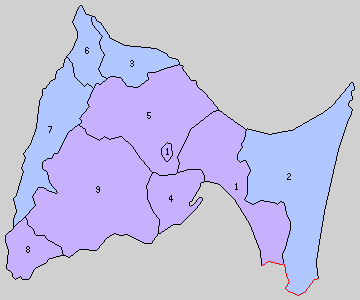
1.田名部村 2.東通村 3.風間浦村 4.大湊村 5.大畑村 6.大奥村 7.佐井村 8.脇野沢村 9.川内村（紫：むつ市 青：合併なし）

- 明治22年（1889年）4月1日 - 町村制の施行により、以下の各村が発足。特記以外は現・むつ市。（9村）
  - 田名部村 ← 田名部村、関根村、奥内村、中野沢村
  - 東通村 ← 大利村、目名村、蒲野沢村、野牛村、岩屋村、尻屋村、尻労村、猿ヶ森村、小田野沢村、白糠村、砂子又村、田屋村（現存）
  - 風間浦村 ← 易国間村、下風呂村、蛇浦村（現存）
  - 大湊村 ← 大湊村、大平村、城ヶ沢村
  - 大畑村 ← 大畑村、正津川村
  - 大奥村 ← 奥戸村、大間村（現・大間町）
  - 佐井村 ← 佐井村、長後村（現存）
  - 脇野沢村 ← 脇野沢村、小沢村
  - 川内村 ← 川内村、檜川村、宿野部村、蠣崎村
- 明治24年（1891年）4月1日 - 郡制を施行。
- 明治32年（1899年）1月1日 - 田名部村が町制施行して田名部町となる。（1町8村）
- 大正6年（1917年）10月31日 - 川内村が町制施行して川内町となる。（2町7村）
- 大正12年（1923年）4月1日 - 郡会が廃止。郡役所は存続。
- 大正15年（1926年）7月1日 - 郡役所が廃止。以降は地域区分名称となる。
- 昭和3年（1928年）11月10日 - 大湊村が町制施行して大湊町となる。（3町6村）
- 昭和9年（1934年）5月1日 - 大畑村が町制施行して大畑町となる。（4町5村）
- 昭和17年（1942年）
  - 7月1日 - 「下北地方事務所」が田名部町に設置され、本郡を管轄。
  - 11月3日 - 大奥村が町制施行・改称して大間町となる。（5町4村）
- 昭和34年（1959年）9月1日 - 田名部町・大湊町が合併して大湊田名部市（現・むつ市）が発足し、郡より離脱。（3町4村）
- 平成17年（2005年）3月14日 - 川内町・大畑町・脇野沢村がむつ市に編入。（1町3村）

### 変遷表
| 明治11年以前 | 明治11年以前   | 明治11年 - 明治22年 | 明治11年 - 明治22年  | 明治22年 4月1日 町村制施行 | 明治22年 - 昭和19年             | 昭和20年 - 昭和34年         | 昭和35年 - 昭和64年        | 平成元年 - 現在              | 現在     |
| ------------ | -------------- | ------------------- | -------------------- | -------------------------- | ------------------------------- | --------------------------- | -------------------------- | ---------------------------- | -------- |
| 大間村       | 大間村         | 大間村              | 大間村               | 大奥村                     | 昭和17年11月3日 町制改称 大間町 | 大間町                      | 大間町                     | 大間町                       | 大間町   |
| 奥戸村       | 奥戸村         | 奥戸村              | 奥戸村               | 大奥村                     | 昭和17年11月3日 町制改称 大間町 | 大間町                      | 大間町                     | 大間町                       | 大間町   |
| 下風呂村     | 下風呂村       | 下風呂村            | 下風呂村             | 風間浦村                   | 風間浦村                        | 風間浦村                    | 風間浦村                   | 風間浦村                     | 風間浦村 |
| 易国間村     | 易国間村       | 易国間村            | 易国間村             | 風間浦村                   | 風間浦村                        | 風間浦村                    | 風間浦村                   | 風間浦村                     | 風間浦村 |
| 蛇浦村       | 蛇浦村         | 蛇浦村              | 蛇浦村               | 風間浦村                   | 風間浦村                        | 風間浦村                    | 風間浦村                   | 風間浦村                     | 風間浦村 |
| 佐井村       | 佐井村         | 佐井村              | 佐井村               | 佐井村                     | 佐井村                          | 佐井村                      | 佐井村                     | 佐井村                       | 佐井村   |
| 長後村       | 長後村         | 長後村              | 長後村               | 佐井村                     | 佐井村                          | 佐井村                      | 佐井村                     | 佐井村                       | 佐井村   |
| 田名部村     | 田名部村       | 田名部村            | 田名部村             | 田名部村                   | 明治32年1月1日 町制 田名部町    | 昭和34年9月1日 大湊田名部市 | 昭和35年8月1日 改称 むつ市 | むつ市                       | むつ市   |
| 中野沢村     | 中野沢村       | 中野沢村            | 中野沢村             | 田名部村                   | 明治32年1月1日 町制 田名部町    | 昭和34年9月1日 大湊田名部市 | 昭和35年8月1日 改称 むつ市 | むつ市                       | むつ市   |
| 関根村       | 関根村         | 関根村              | 関根村               | 田名部村                   | 明治32年1月1日 町制 田名部町    | 昭和34年9月1日 大湊田名部市 | 昭和35年8月1日 改称 むつ市 | むつ市                       | むつ市   |
| 奥内村       | 奥内村         | 奥内村              | 奥内村               | 田名部村                   | 明治32年1月1日 町制 田名部町    | 昭和34年9月1日 大湊田名部市 | 昭和35年8月1日 改称 むつ市 | むつ市                       | むつ市   |
| 安渡村       | 明治3年 大湊村 | 明治11年 安渡村     | 明治12年 改称 大湊村 | 大湊村                     | 昭和3年11月10日 町制 大湊町     | 昭和34年9月1日 大湊田名部市 | 昭和35年8月1日 改称 むつ市 | むつ市                       | むつ市   |
| 大平村       | 明治3年 大湊村 | 明治11年 大平村     | 明治11年 大平村      | 大湊村                     | 昭和3年11月10日 町制 大湊町     | 昭和34年9月1日 大湊田名部市 | 昭和35年8月1日 改称 むつ市 | むつ市                       | むつ市   |
| 城ヶ沢村     | 城ヶ沢村       | 城ヶ沢村            | 城ヶ沢村             | 大湊村                     | 昭和3年11月10日 町制 大湊町     | 昭和34年9月1日 大湊田名部市 | 昭和35年8月1日 改称 むつ市 | むつ市                       | むつ市   |
| 川内村       | 川内村         | 川内村              | 川内村               | 川内村                     | 大正6年10月31日 町制 川内町     | 川内町                      | 川内町                     | 平成17年3月14日 むつ市に編入 | むつ市   |
| 檜川村       | 檜川村         | 檜川村              | 檜川村               | 川内村                     | 大正6年10月31日 町制 川内町     | 川内町                      | 川内町                     | 平成17年3月14日 むつ市に編入 | むつ市   |
| 宿野部村     | 宿野部村       | 宿野部村            | 宿野部村             | 川内村                     | 大正6年10月31日 町制 川内町     | 川内町                      | 川内町                     | 平成17年3月14日 むつ市に編入 | むつ市   |
| 蠣崎村       | 蠣崎村         | 蠣崎村              | 蠣崎村               | 川内村                     | 大正6年10月31日 町制 川内町     | 川内町                      | 川内町                     | 平成17年3月14日 むつ市に編入 | むつ市   |
| 大畑村       | 大畑村         | 大畑村              | 大畑村               | 大畑村                     | 昭和9年5月1日 町制 大畑町       | 大畑町                      | 大畑町                     | 平成17年3月14日 むつ市に編入 | むつ市   |
| 正津川村     | 正津川村       | 正津川村            | 正津川村             | 大畑村                     | 昭和9年5月1日 町制 大畑町       | 大畑町                      | 大畑町                     | 平成17年3月14日 むつ市に編入 | むつ市   |
| 脇野沢村     | 脇野沢村       | 脇野沢村            | 脇野沢村             | 脇野沢村                   | 脇野沢村                        | 脇野沢村                    | 脇野沢村                   | 平成17年3月14日 むつ市に編入 | むつ市   |
| 小沢村       | 小沢村         | 小沢村              | 小沢村               | 脇野沢村                   | 脇野沢村                        | 脇野沢村                    | 脇野沢村                   | 平成17年3月14日 むつ市に編入 | むつ市   |
| 大利村       | 大利村         | 大利村              | 大利村               | 東通村                     | 東通村                          | 東通村                      | 東通村                     | 東通村                       | 東通村   |
| 目名村       | 目名村         | 目名村              | 目名村               | 東通村                     | 東通村                          | 東通村                      | 東通村                     | 東通村                       | 東通村   |
| 蒲野沢村     | 蒲野沢村       | 蒲野沢村            | 蒲野沢村             | 東通村                     | 東通村                          | 東通村                      | 東通村                     | 東通村                       | 東通村   |
| 野牛村       | 野牛村         | 野牛村              | 野牛村               | 東通村                     | 東通村                          | 東通村                      | 東通村                     | 東通村                       | 東通村   |
| 岩屋村       | 岩屋村         | 岩屋村              | 岩屋村               | 東通村                     | 東通村                          | 東通村                      | 東通村                     | 東通村                       | 東通村   |
| 志利屋村     | 志利屋村       | 志利屋村            | 志利屋村             | 東通村                     | 東通村                          | 東通村                      | 東通村                     | 東通村                       | 東通村   |
| 志利労村     | 志利労村       | 志利労村            | 志利労村             | 東通村                     | 東通村                          | 東通村                      | 東通村                     | 東通村                       | 東通村   |
| 猿ヶ森村     | 猿ヶ森村       | 猿ヶ森村            | 猿ヶ森村             | 東通村                     | 東通村                          | 東通村                      | 東通村                     | 東通村                       | 東通村   |
| 小田野沢村   | 小田野沢村     | 小田野沢村          | 小田野沢村           | 東通村                     | 東通村                          | 東通村                      | 東通村                     | 東通村                       | 東通村   |
| 白糠村       | 白糠村         | 白糠村              | 白糠村               | 東通村                     | 東通村                          | 東通村                      | 東通村                     | 東通村                       | 東通村   |
| 砂子又村     | 砂子又村       | 砂子又村            | 砂子又村             | 東通村                     | 東通村                          | 東通村                      | 東通村                     | 東通村                       | 東通村   |
| 田屋村       | 田屋村         | 田屋村              | 田屋村               | 東通村                     | 東通村                          | 東通村                      | 東通村                     | 東通村                       | 東通村   |

## 行政
歴代郡長
| 代 | 氏名 | 就任年月日                 | 退任年月日                | 備考                   |
| -- | ---- | -------------------------- | ------------------------- | ---------------------- |
| 1  |      | 明治11年（1878年）10月30日 |                           |                        |
|    |      |                            | 大正15年（1926年）6月30日 | 郡役所廃止により、廃官 |